# Модрина європейська (1 дерево)
«Модрина європейська (1 дерево)» — ботанічна пам'ятка природи місцевого значення в Україні. Пам'ятка природи розташована на території Кременецького району Тернопільської області, с. Кутянка, Суразьке лісництво, кв. 116 в. 5, лісове урочище «Суразька дача».
Площа — 0,01 га, статус отриманий у 1994 році.